# IMPACT Year End Awards
IMPACT Year End Awards (anteriormente conocidos como TNA Year End Awards) son un concepto utilizado por Impact Wrestling, anteriormente conocido como Total Nonstop Action Wrestling, donde se otorgan premios, similares a los premios Academy y Grammy, a luchadores profesionales y otras personas dentro de Impact Wrestling, como comentaristas y managers.

## Total Nonstop Action Wrestling era

### 2003 TNA Year End Awards
Los ganadores de los premios se anunciaron durante un programa de pago por evento semanal. Los ganadores fueron anunciados por Mike Tenay en el ring.
| Categoría                    | Resultados                                          |
| ---------------------------- | --------------------------------------------------- |
| Tag Team of the Year         | America's Most Wanted (Chris Harris & James Storm)  |
| Babe of the Year             | Trinity                                             |
| Finisher of the Year         | The Styles Clash (Belly-to Belly inverted mat slam) |
| Who To Watch in 2004         | Abyss                                               |
| Memorable Moment of the Year | Jeff Jarrett attacks Hulk Hogan in Japan            |
| X Division Star of the Year  | Michael Shane                                       |
| Match of the Year            | The first ever Ultimate X Match                     |
| Mr. TNA                      | A.J. Styles                                         |

### 2004 TNA Year End Awards
Los ganadores de los premios se anunciaron durante un programa de pago por evento semanal. Los ganadores fueron anunciados por Mike Tenay en el ring.
| Categoría                    | Resultados                                                                    |
| ---------------------------- | ----------------------------------------------------------------------------- |
| Tag Team of the Year         | America's Most Wanted (Chris Harris & James Storm)                            |
| Babe of the Year             | Traci Brooks                                                                  |
| Finisher of the Year         | The Canadian Destroyer (Flip piledriver)                                      |
| Who To Watch in 2005         | Héctor Garza                                                                  |
| Memorable Moment of the Year | Primetime walks the Six Sides of Steel at Turning Point                       |
| X Division Star of the Year  | A.J. Styles                                                                   |
| Match of the Year            | Six Sides of Steel Match: Triple X vs. America's Most Wanted at Turning Point |
| Mr. TNA                      | A.J. Styles                                                                   |

### 2005 TNA Year End Awards
Los ganadores de los premios se anunciaron en el episodio del 14 de enero de 2006 de TNA iMPACT!. Los ganadores se mostraron en un paquete de video.
| Categoría                    | Resultados                                            |
| ---------------------------- | ----------------------------------------------------- |
| Tag Team of the Year         | Team 3D (Brother Devon & Brother Ray)                 |
| Knockout of the Year         | Jackie Gayda                                          |
| Finisher of the Year         | The Canadian Destroyer (Flip piledriver)              |
| Who To Watch in 2006         | Christian Cage                                        |
| Memorable Moment of the Year | Christian Cage debuts at Genesis                      |
| X Division Star of the Year  | A.J. Styles                                           |
| Feud of the Year             | A.J. Styles & Christopher Daniels                     |
| Match of the Year            | Barbed Wire Massacre: Abyss vs. Sabu at Turning Point |
| Mr. TNA                      | A.J. Styles                                           |

### 2006 TNA Year End Awards
Los ganadores de los premios se anunciaron en el episodio del 27 de diciembre de 2006 de TNA iMPACT!. Los ganadores se mostraron en un paquete de video.
| Categoría                               | Resultados |
| --------------------------------------- | --- |
| Tag Team of the Year                    | A.J. Styles & Christopher Daniels                                                                                           |
| Knockout of the Year                    | Christy Hemme |
| Finisher of the Year                    | The Canadian Destroyer |
| Who To Watch in 2007                    | Kurt Angle |
| Memorable Moment of the Year            | Kurt Angle debuts at No Surrender                                                                                           |
| Most Inspirational Wrestler of the Year | Eric Young |
| X Division Star of the Year             | Samoa Joe |
| Feud of the Year                        | Samoa Joe & Kurt Angle |
| Match of the Year                       | Ultimate X Match: A.J. Styles & Christopher Daniels vs. The Latin American Xchange (Hernández and Homicide) at No Surrender |
| Mr. TNA                                 | Samoa Joe |

### 2007 TNA Year End Awards
Los ganadores de los premios se anunciaron en el episodio del 28 de enero de 2008 de TNA iMPACT!. Los ganadores se mostraron en un paquete de video.
| Categoría                               | Resultados |
| --------------------------------------- | --- |
| Tag Team of the Year                    | - The Motor City Machine Guns (Alex Shelley & Chris Sabin) - The Latin American Xchange (Hernández & Homicide) - A.J. Styles & Tomko                                       |
| Knockout of the Year                    | - Gail Kim - Christy Hemme - Traci Brooks |
| Finisher of the Year                    | - The Muscle Buster - The Flux Capacitor - Gringo Killer |
| Who To Watch in 2008                    | - Booker T - Kaz - Judas Mesias |
| Memorable Moment of the Year            | - Booker T debuts in TNA - Sting regains the TNA World Heavyweight Championship - Kurt Angle becomes TNA Triple Crown Champion                                             |
| Most Inspirational Wrestler of the Year | - Sting - Jeff Jarrett - Eric Young |
| X Division Star of the Year             | - Jay Lethal - Kaz - Chris Sabin |
| Feud of the Year                        | - Samoa Joe vs. Kurt Angle - Sting vs. Kurt Angle - Samoa Joe vs. Christian Cage                                                                                           |
| Match of the Year                       | - Sting vs. Kurt Angle at Bound for Glory - Ultimate X Match: The Latin American Xchange vs. Triple X at Bound for Glory - Ladder Match: Kaz vs. Christian Cage at Genesis |
| Mr. TNA                                 | - Samoa Joe - Kurt Angle - Christian Cage |

## Impact Wrestling era

### 2018 Impact Best of 2018 Fans' Choice Awards
Los ganadores de los premios se anunciaron en el canal de Twitch de Impact Wrestling en la presentación de los premios Impact Best of 2018 Fans' Choice Awards, con Alicia Atout y Anthony Carelli, transmisión del episodio 34 de Behind the Lights.
| Categoría                   | Resultados |
| --------------------------- | --- |
| Wrestler of the Year        | - Sami Callihan - Austin Aries - Brian Cage - Eddie Edwards - Eli Drake - Fénix - Johnny Impact - Matt Sydal - Moose - Pentagón Jr. |
| Knockout of the Year        | - Tessa Blanchard - Alisha Edwards - Allie - Jordynne Grace - Katarina - Kiera Hogan - Rosemary - Scarlett Bordeaux - Su Yung - Taya Valkyrie |
| Tag Team of the Year        | - The Latin American Xchange (Ortiz & Santana) - Desi Hit Squad (Rohit Raju & Raj Singh) - Cult of Lee (Trevor Lee & Caleb Konley) - Eli Drake & Scott Steiner - Grado & Joe Hendry - KM & Fallah Bahh - Matt Sydal & Ethan Page - Ohio Versus Everything (Dave Crist & Jake Crist) - Rich Swann & Willie Mack - The Lucha Bros (Pentagón Jr. & Fénix) - The OGz (Hernández & Homicide) - The Rascalz (Dezmond Xavier & Zachary Wentz) - Z&E (DJZ & Andrew Everett) |
| X Division Star of the Year | - Brian Cage - Andrew Everett - Dezmond Xavier - DJZ - Fénix - Matt Sydal - Petey Williams - Rich Swann - Taiji Ishimori - Trevor Lee |
| Finisher of the Year        | - Pentagon Driver (Pentagón Jr.) - Gravy Train (Eli Drake) - Starship Pain (Johnny Impact) - Doomsday Saito (Killer Kross) - No Jackhammer Needed Spear (Moose) - Canadian Destroyer (Petey Williams) - Cactus Driver 97 (Sami Callihan) - Buzzsaw (Tessa Blanchard) - Hot Fire Flame (The Rascalz (Dezmond Xavier & Zachary Wentz)) |
| Moment of the Year          | - Sami Callihan destroys Eddie Edwards face with a baseball bat – Impact!, March 1 - Barbed Wire Massacre 3 – Impact, January 18 - Austin Aries returns and wins Impact World Championship – Impact, February 1 - Abyss returns to face Kongo Kong – Impact, March 15 - Scott Steiner returns to be Eli Drake's tag team partner – Impact, April 12 - Su Yung's Funeral of Fire for Rosemary – Impact, May 17 - Pentagón Jr. wins Impact World Championship – Redemption, April 22 - Tommy Dreamer passes his cane to Eddie Edwards – Slammiversary, July 22 - Pentagón Jr. shaves Sami Callihan's head – Slammiversary, July 22 - Moose betrays Eddie Edwards – Impact: Under Pressure, August 30 - Tessa Blanchard wins Impact Knockouts Championship – Impact: Under Pressure, August 30 - Johnny Impact wins Impact World Championship – Bound for Glory, October 14 - Evil Allie emerges – Impact, November 15 - Gail Kim returns to stop Tessa Blanchard – Impact, November 29 |
| One to Watch in 2019        | - Killer Kross - Ethan Page - Jordynne Grace - Kiera Hogan - Desi Hit Squad (Rohit Raju & Raj Singh) - The Rascalz (Dezmond Xavier, Zachary Wentz & Trey Miguel) - Willie Mack |

### 2019 Impact Wrestling Awards
| Categoría                   | Resultados |
| --------------------------- | --- |
| Knockout of the Year        | - Taya Valkyrie - Alisha Edwards - Havok - Kiera Hogan - Madison Rayne - Rosemary - Su Yung - Tenille Dashwood |
| X Division Star of the Year | - Rich Swann - Ace Austin - Daga - Jake Crist - Petey Williams - TJP - Trey |
| Move of the Year            | - Magnum (Tessa Blanchard) - Drill Claw (Brian Cage) - No Jackhammer Needed Spear (Moose) - Canadian Destroyer (Petey Williams) - Elgin Bomb (Michael Elgin) - Road to Valhalla (Taya Valkyrie) - Cactus Driver '97 (Sami Callihan) - 5 Star Frog Splash (Rob Van Dam) - Gore (Rhino) - Hot Fire Flame (The Rascalz) |
| Moment of the Year          | - Sami Callihan wins World Title on AXS TV debut – Impact!, October 29 - Johnny Impact betrays Brian Cage – Impact, March 15 - Allie dies in the Undead Realm – Impact, March 29 - Ace Austin leaps off of Ultimate X – Impact Wrestling United We Stand, April 4 - Petey Williams hits Jake Crist with a Super Canadian Destroyer – Impact, April 5 - Brian Cage wins Impact World Championship – Rebellion, April 28 - Michael Elgin debuts – Rebellion, April 28 - Rob Van Dam makes his Impact return – Impact, May 3 - The Great Muta competes at A Night You Can't Mist – Impact Wrestling A Night You Can't Mist, June 8 - Brian Cage F5s Dr. Ariel – Impact, June 28 - Michael Elgin powerbombs Brian Cage through a table on the outside, destroys Don Callis – Impact, June 28 - Tenille Dashwood debuts in Impact – Impact, August 30 - Havok hangs Su Yung, Su returns as Susie – Impact, September 20 - Sami Callihan hits Melissa Santos with a bottle – Impact, September 27 - Acey Romero crashes off a ladder through a table on the floor – Bound for Glory, October 20 - Joey Ryan flips Ken Shamrock – Impact, November 5 - Alisha Edwards finally gets revenge on Ace Austin, canes him in hotel – Impact, November 5 - Taya Valkyrie breaks record for longest Knockouts title reign |
| One to Watch in 2020        | - Willie Mack - Daga - Kiera Hogan - Trey - The Rascalz - Desi Hit Squad - Fallah Bahh - Madman Fulton - The Deaners - Acey Romero |
| Tag Team Of The Year        | - The North (Ethan Page & Josh Alexander) - The Deaners (Cody Deaner & Cousin Jake) - The Rascalz (Dez, Wentz, & Trey) - The Desi Hit Squad (Rohit Raju, Raj Singh, & Mahabali Shera) - Willie Mack & Rich Swann - oVe (Dave Crist & Jake Crist) - The Latin American Xchange (Ortiz & Santana) - Madison Rayne & Kiera Hogan - TJP & Fallah Bahh |
| Match Of The Year           | - Tessa Blanchard vs. Sami Callihan At Slammiversary XVII - The Lucha Bros vs. Brian Cage & Johnny Impact – Impact, January 3 - Rich Swann vs. Ethan Page vs. Jake Crist vs. Trey – Impact Wrestling Homecoming, January 6 - The Latin American Xchange vs. The Lucha Bros – Impact Wrestling Homecoming, January 6 - Johnny Impact vs. Brian Cage – Impact Wrestling Homecoming, January 6 - Latin American Xchange vs. The Lucha Bros – Impact, February 8 - Taya Valkyrie vs. Tessa Blanchard – Impact Uncaged, February 15 - Team AAA vs. Team Impact – Impact Uncaged, February 15 - Jordynne Grace vs. Tessa Blanchard – Impact, March 15 - Brian Cage and Latin American Xchange vs. Johnny Impact & The Lucha Bros – Impact, April 26 - Rich Swann vs. Sami Callihan – Rebellion, April 28 - Gail Kim vs. Tessa Blanchard – Rebellion, April 28 - Johnny Impact vs. Brian Cage – Rebellion, April 28 - Latin American Xchange vs. The Lucha Bros – Rebellion, April 28 - Tommy Dreamer, Willie Mack, Rich Swann, & Fallah Bahh vs. oVe – Impact, May 10 - Rich Swann vs. Michael Elgin – Impact, May 17 - The Rascalz vs. Latin American Xchange – Impact, June 7 - The Rascalz vs. Latin American Xchange & Laredo Kid – Impact, June 28 - Taya Valkyrie vs. Su Yung vs. Havok vs. Rosemary – Slammiversary XVII, July 7 - Rich Swann vs. Johnny Impact – Slammiversary XVII, July 7 - Brian Cage vs. Michael Elgin – Slammiversary XVII, July 7 - Jake Crist vs. Rich Swann – Impact, July 26 - Michael Elgin vs. Eddie Edwards – Impact Wrestling Unbreakable, August 2 - The North vs. The Rascalz – Impact, August 2 - The North vs. Latin American Xchange – Impact, September 6 - Michael Elgin vs. TJP – Victory Road, September 14 - Rich Swann & Willie Mack vs. Latin American Xchange – Impact, September 20 - Taya Valkyrie vs. Tenille Dashwood – Bound for Glory, October 20 - The North vs. Willie Mack & Rich Swann vs. Rob Van Dan & Rhino – Bound for Glory, October 20 - Michael Elgin vs. Naomichi Marufuji – Bound for Glory, October 20 - Ace Austin vs. Jake Crist vs. Acey Romero vs. Tessa Blanchard vs. Daga – Bound for Glory, October 20 - Brian Cage vs. Sami Callihan – Bound for Glory, October 20 - Ace Austin vs. Eddie Edwards – Impact, October 29 - Michael Elgin vs. Fallah Bahh – Impact, November 5 - The North vs. Eddie Edwards & Naomichi Marufuji – Impact, November 12 - Elimination Challenge – Impact, November 19 |
| Wrestler Of The Year        | - Tessa Blanchard - Brian Cage - Eddie Edwards - Michael Elgin - Moose - Rhino - Johnny Impact - Rich Swann - Rob Van Dam - Sami Callihan |

### 2020 Impact Wrestling Awards
| Categoría                   | Resultados |
| --------------------------- | --- |
| Knockout of the Year        | - Deonna Purrazzo - Alisha Edwards - Havok - Jordynne Grace - Kiera Hogan - Kimber Lee - Nevaeh - Rosemary - Su Yung - Tasha Steelz - Taya Valkyrie - Tenille Dashwood                           |
| X Division Star of the Year | - Ace Austin - Chris Bey - Rohit Raju - Suicide - TJP - Trey Miguel - Willie Mack |
| Finishing Move of the Year  | Magic Killer (The Good Brothers - Karl Anderson & Doc Gallows) |
| Moment of the Year          | The debuts and returns at Slammiversary |
| One to Watch in 2021        | - Chris Bey - Fallah Bahh - Joe Doering - Madman Fulton - Kimber Lee - Tasha Steelz & Kiera Hogan - The Deaners (Cody Deaner & Cousin Jake) - XXXL (Acey Romero & Larry D)                       |
| Tag Team Of The Year        | The North (Ethan Page & Josh Alexander) |
| Match Of The Year           | Eddie Edwards vs. Ace Austin vs. Trey vs. Eric Young vs. Rich Swann at Slammiversary |
| Wrestler Of The Year        | - Deonna Purrazzo - Ace Austin - Brian Myers - Chris Bey - Eddie Edwards - Eric Young - Ken Shamrock - Jordynne Grace - Moose - Rhino - Rich Swann - Sami Callihan - Taya Valkyrie - Willie Mack |

### 2021 Impact Wrestling Awards
| Categoría                      | Resultados |
| ------------------------------ | --- |
| Tag Team of the Year           | - The Good Brothers (Doc Gallows & Karl Anderson) - Bullet Club (Chris Bey & Hikuleo) - FinJuice (David Finlay & Juice Robinson) - Rich Swann & Willie Mack - Violent by Design (Eric Young, Deaner, & Joe Doering) |
| Knockouts Match of the Year    | - Deonna Purrazzo vs. Mickie James at Bound for Glory - Deonna Purrazzo vs. Masha Slamovich at Knockouts Knockdown - Deonna Purrazzo vs. Thunder Rosa at Slammiversary - Fire 'N Flava vs. Havok & Nevaeh at Hard To Kill - Jordynne Grace vs. Tasha Steelz on BTI - Mercedes Martinez vs. Tasha Steelz at Knockouts Knockdown                  |
| Knockout of the Year           | - Deonna Purrazzo - Jordynne Grace - Mercedes Martinez - Mickie James - Tasha Steelz |
| Knockouts Tag Team of the Year | - Jordynne Grace & Rachael Ellering - Decay (Havok & Rosemary) - Fire 'N Flava (Kiera Hogan & Tasha Steelz) - The IInspiration (Cassie Lee & Jessie McKay) - The Influence (Madison Rayne & Tenille Dashwood) |
| Men's Wrestler of the Year     | - Josh Alexander - Christian Cage - Kenny Omega - Moose - Rich Swann |
| Men's Match of the Year        | - Josh Alexander vs. TJP on BTI (June 3) - Christian Cage vs. Josh Alexander at Bound for Glory - Josh Alexander vs. Ace Austin vs. Chris Bey vs. Petey Williams vs. Rohit Raju vs. Trey Miguel at Slammiversary - Kenny Omega vs. Sami Callihan at Slammiversary - Rich Swann vs. Kenny Omega at Rebellion - Rich Swann vs. Moose at Sacrifice |